# Edmond Yernaux
Edmond Yernaux, né à Montignies-sur-Sambre le 29 novembre 1894 et décédé au même lieu le 19 juin 1977, est un homme politique socialiste belge et un militant wallon.

## Biographie
Edmond Yernaux épouse Aline Gérard en 1921 (1902-1987), père de Claude (°1924), grand-père de Philippe et Dominique (°1962).
Il avait rencontré Jules Destrée à l'École normale de Charleroi où Destrée donnait des cours d'art wallon. Il s'engagea alors dans les Jeunes gardes socialistes puis à la demande du mouvement quitta son emploi d'instituteur pour en devenir le coordinateur. Il devient bourgmestre de Montignies-sur-Sambre en 1927 et il le restera jusqu'en 1971. Il sera également sénateur élu direct de Charleroi de 1936 à 1961, après avoir été dans un court intermède sénateur élu par le Conseil provincial du Hainaut en 1949-1950.
Il fit partie du Groupe parlementaire réuni autour du Gouvernement belge à Londres durant l'Occupation. Désigné par le sénat pour siéger au Centre Harmel, il sera un membre relativement assidu de trois sections du centre: politique, culturelle et démographique.
En 1946, il avait déposé une proposition instaurant des Conseils consultatifs régionaux (Bruxelles, Flandre, Wallonie), sans succès mais conformément aux vœux du Congrès national wallon. Il intervient en ces termes au Congrès national wallon extraordinaire du 26 mars 1950: 
«  Le fédéralisme n'a rien de commun avec le séparatisme, mais si nous y étions acculés, c'est vers l'amie de toujours, la France éternelle que nous tournerions nos regards.  »
Il fut membre du Comité permanent du Congrès national wallon, remplaça Joseph Merlot à la présidence de celui-ci de 1957 et plaida en faveur du Fédéralisme au Congrès des socialistes wallons de 1959. En revanche il accueillit très mal la Grève générale de l'hiver 1960-1961 et fait partie des politiciens socialistes de Charleroi qui gardèrent toujours leurs distances d'avec le Mouvement populaire wallon.
Historien local, il est l'auteur d'une histoire de Montigny sur Sambre dont son fils Claude écrira la suite.

## Œuvres
- avec F. Fiévet, Folklore wallon, 1956